# Първенство на България по футбол 1928
През 1928 се провежда 4-ия сезон на Държавното първенство по футбол на България. В първенството участват победителите от отделните окръжни спортни области на страната. Играе се по системата на директни елиминации в един мач. При равенство се назначава допълнително време, а при ново равенство - мачът се преиграва на следващия ден на същото място. Финалът се провежда в София. На победителя се връчва и Царската купа.

## Участници
До първенството са допуснати само пет областни първенци, тъй като останалите спортни области завършват своите шампионати след определения краен срок.
| Варненска спортна област  | Владислав (Варна) |  |  |
| Русенска спортна област   | Левски (Русе)     |  |  |
| Бдинска спортна област    | Мария Луиза (Лом) |  |  |
| Софийска спортна област   | Славия (София)    |  |  |
| Пловдивска спортна област | Левски (Пловдив)  |  |  |

## Първи кръг – Четвъртфинали
| Мария Луиза (Лом) | Славия (София) | 0:4 |  |
| Левски (Пловдив)  | почива         |     |  |
| Левски (Русе)     | почива         |     |  |
| Владислав (Варна) | почива         |     |  |

## Втори кръг – Полуфинали
| Славия (София)    | Левски (Пловдив) | 4:0 |  |
| Владислав (Варна) | Левски (Русе)    | 5:1 |  |

## Финал
| 30 септември 1928 г., игрище „Юнак“, София, 15 000 зрители |     |                   |
|                                                            |     |                   |
| Славия (София)                                             | 4:0 | Владислав (Варна) |

- Голмайстори:
  - 1:0 Манолов (5), 2:0 Романов (15), 3:0 Манолов (?), 4:0 Стоянов (83)

|  | Славия             |
|  | ------------------ |
|  | Никола Спиров      |
|  | Никола Калканджиев |
|  | Арико Леви         |
|  | Стефан Чумпалов    |
|  | Петър Къртевски    |
|  | Христо Минковски   |
|  | Никола Стайков     |
|  | Велчо Стоянов      |
|  | Борис Романов      |
|  | Димитър Манолов    |
|  | Владимир Цветков   |

|  | Владислав         |
|  | ----------------- |
|  | Здравко Янакиев   |
|  | Кирил Денев       |
|  | Генчо Христов     |
|  | Георги Георгиев   |
|  | Борис Ставрев     |
|  | Стефан Данчев     |
|  | Димитър Димитриев |
|  | Венелин Димитриев |
|  | Кръстьо Петров    |
|  | Алекси Алексиев   |
|  | Андрей Иванов     |

- Съдия: Фридрих Клюд